# Поле для гольфу в Самсуні
Поле для гольфу в Самсуні — поле для гри в гольф типу лінкс, розташоване в районі Атакум провінції Самсун, Туреччина. Перше у світі насипне поле, збудоване шляхом створення насипу в морі. Спершу поле розміром 300,000 м² мало 9 лунок. Пізніше розширене до 645,000 м² і стандартних 18 лунок.

## Проєкт і будівництво
Будівництво поля було заплановане в рамках підготовки спортивних споруд до Літніх Дефлімпійських ігор 2017, які приймала Туреччина. Спершу поле планувалося площею у 380.000 м² і на 9 лунок. Удвічі більше поле площею 600.000 м² мали звести в іншому районі Самсуна — Чаршамба. Ще одне 18-лункове поле планувалося збудувати в районі Трабзона Йомра, але міцева влада опиралася проєкту. Будівництво атакумського поля для гольфу взяв на себе муніципалітет Самсуна з фінансуванням із бюджетних коштів. 
Відкриття завершеного поля для гольфу на 9 лунок у Самсуні відбулося через рік після початку будівництва 15 липня 2016 року «Кубком Федерації» — змаганням, організованим Федерацією гольфу Туреччини. У ньому взяли участь 84 гольфісти.

### Розширення
Щоб поле відповідло стандартам Aсоціації гольфу США (USGA) і через згортання проєкту поля в Чаршамбі, атакумське поле вирішили розширити майже удвічі і зробити його на 18 лунок. Плани на розширення поля з'явилися ще до відкриття поля на 9 лунок. Необхідну для розширення територію створили шляхом насипу в морі. Спортивний майданчик спроєктував відомий американський гольф-архітектор Кевін Ремзі. Загальна вартість проєкту становила 27 мільйонів турецьких лір. Оновлене і розширене поле відкрилося у грудні 2017 року, а в квітні наступного року там на честь розширення провели товариський турнір за участі 60 гольфістів із трьох команд — Стамбула, Анкари та Північного Кіпру. 
Це поле стало першим у Чорноморському регіоні Туреччини, першим у світі насипним полем і першим полем, збудованим за бюджетні кошти.

## Характеристики поля
Площа : 645.000 м²

Тип: лінкс

Кількість лунок: 18

Грін: 550 — 600 м²

Ті: Білий, жовтий, синій, червоний

Фервей: Складний професійний

Бункер: 6000 м²

Озера: 3

Покриття: Тонконіг + Костриця + Мітлиця

Для гріну використовується мітлиця повзуча, для фервею — суміш костриці очеретяної та тонконогу лучного, на рафах — різновиди костриці червоної

Напрямок: З заходу на схід

Паркур: 245 м.

Паттінг-грін: 850 м²

Чіппінг-грін: 720 м²

Оренда гольф-картів: Наявна

Оренда колясок і електричних колясок: Наявна

## Діяльність
У перший період після відкриття місцева влада повідомляла про високу зацікавленість полем. За перші 9 місяців на полі зіграло 250 професійних гольфістів і 85 людей брали уроки гольфу — це більше, ніж очікувалося. Для промоції Самсуна і зокрема атакумського поля для гольфу, якому приділили особливу увагу, місцева влада привезла 30 відомих російських блогерок. Поле здали у п'ятирічну оренду Федерації гольфу Туреччини, але та, посилаючись на пандемію, розірвала контракт через рік. Поле залишилося на балансі муніципалітету Самсуна, приносячи 3 мільйони лір збитків щорічно. Мер міста заявив, що, у разі відсутності довготермінового орендатора, ділянку можуть реорганізувати і використати на інші потреби. Мерія планувала віддати поле в десятирічну оренду тітці еміра Катара Мюніре Насир Ель-Міснад, яку приймали в місті у березні 2021 року. Проте тітка орендою не зацікавилася, інших охочих на купівлю чи оренду також не з'явилося, і місцева влада, яка до кінця року так і не знайшла орендатора, була вимушена за законом випустити офіційне оголошення на тендер, за яким планувала здавати поле в оренду за ₺35.500 на місяць. Така незначна сума викликала негативну реакцію громадської думки і оголошення змушені були видалити. Але сума оренди не змінилася і тендер відбувся. Попри незначну суму, на тендер було подано лише 2 завки. За результатами тендеру, який відбувся 2 лютого 2022 року, поле нарешті передали у десятирічну оренду приватній особі
.
Окрім гри в гольф, поле також відкрите для проведення весіль. 